# Kolomjažská mešita
Kolomjažská mešita je mešita v Petrohradě, která se nachází na severu města v historickém rajonu Kolomjagi. Byla otevřena 16. července 2009.

## Historie
Mešita byla postavena na pokyn duchovní správy muslimů v Petrohradě a severozápadním regionu pro věřící žijící v Přímořském a Vyborském rajonu. Na získání místa pro stavbu se aktivně podílela politička a etnografka Galina Starovojtovová. Stavební povolení bylo vydáno v dubnu v roce 2005. Generálním dodavatelem se výběrovým řízením stala společnost Profil, stavba byla financována pomocí darů.
K položení základního kamene došlo 25. června 2006. Ve spodní části základny pod mihrábem je pozlacená kapsle s verši Koránu. Dřevěný vyřezávaný mihráb označující směr do Mekky vyrobili turečtí řemeslníci.
Mešita čtvrti byla otevřena 16. července 2009. Prvním imámem je Ravil Džafjarovič Pančejev, v současnosti muftí Petrohradu a severozápadního regionu.

## Budova
Prostor je určen pro tisíc lidí. První patro o celkové ploše asi 500 m² je pro muže, balkon ve druhém patře je pro ženy. Součástí komplexu je dvoupodlažní kancelářská budova.